# Йохан I фон Тенген
Йохан I фон Тенген (на немски: Johann I von Thengen, Herr zu Eglisau; † 1381) е рицар от род Тенген от Хегау в Баден-Вюртемберг, господар на Еглизау в кантон Цюрих, Швейцария.
Той е син на Конрад III фон Еглизау († 1321/1322) и съпругата му фон Бюрглен († 1361), дъщеря на Еберхард IV фон Бюрглен († сл. 1325) и Бригита фон Клинген († 1323). Внук е на Конрад II фон Еглизау († сл. 1318). Потомък е на Конрад I фон Тенген († 1277) и Хайнрих I фон Тенген († сл. 1237), фогт на Тенген.
Замъкът Тенген е построен от фрайхерен (по-късните графове) фон Тенген ок. 1150 г. През средата на 13 век се основава и град Тенген. Графството се дели на „предно“ и „задно“ господство.
Йохан I фон Тенген умира през 1381 г. и е погребан в манастир Ветинген. През 1463 г. замъкът и цялото господство Еглизау са продадени на град Цюрих.

## Фамилия
Йохан I фон Тенген се жени пр. 31 август 1335 г. за Анна фон Вартенфелс († 14 февруари 1364), дъщеря на Николаус фон Вартенфелс. Те имат един син:
- Йохан III фон Тенген-Вартенфелс († сл. 20 март 1408), граф, женен пр. 1363 г. за графиня Маргарета фон Неленбург († сл. 1381), дъщеря на граф Еберхард III фон Неленбург († 1371) и Ирмгард фон Тек († 1363)